# Gelasma marculenta
Gelasma marculenta là một loài bướm đêm trong họ Geometridae.